# 切り裂きジャックと疑われた者たち

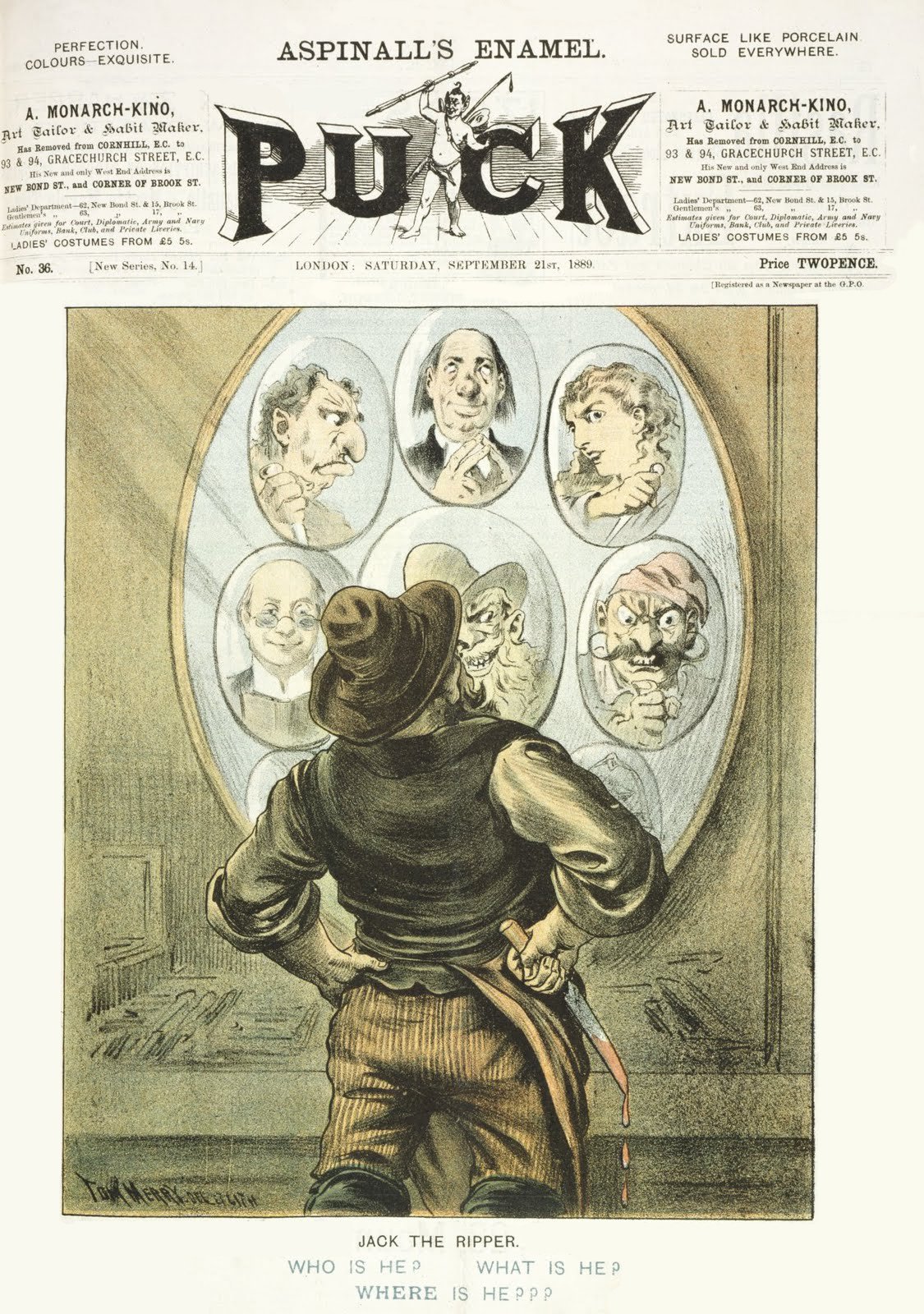
切り裂きジャックの正体に関する憶測。1889年9月21日発行の『パック』誌の表紙。トム・メリー作。

本項では1888年にイギリス、ロンドンのイーストエンドで発生した連続殺人事件、いわゆる切り裂きジャック事件の犯人と疑われた者たちについて説明する。
1888年8月から11月にかけてイーストエンドのホワイトチャペル及びその近隣で起こった陰惨な連続殺人事件の正体不明の犯人は「切り裂きジャック（ジャック・ザ・リッパー）」と呼ばれ、当時から彼についての様々な捜査や推理がなされ、100人以上の容疑者たちが挙げられてきた。警察だけではなくメディアや一般人による犯人の推定も当時から広く行われている。
様々な説が唱えられているが、専門家らの間で広く共有されるような説得力のある説はなく、まったく相手にされないものもある。
事件発生から長い時を経ており、犯人についての推理は続いているものの、もはや犯人を特定することは極めて困難と思われる。

## 当時の警察によるもの

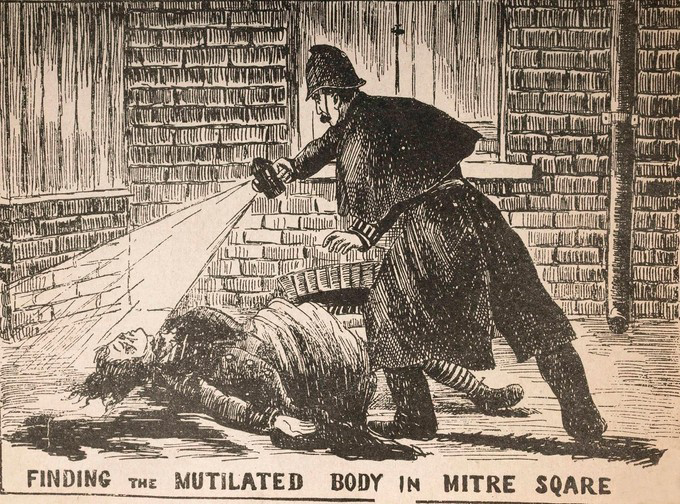
マイター・スクエアでキャサリン・エドウッズの遺体が発見された場面を描いたイラストレイテッド・ポリス・ニュースの挿絵。

ロンドン警視庁（スコットランドヤード）は、1888年4月から1891年2月にかけて、ロンドンのイーストエンドにあるホワイトチャペル地区とその近隣地域で起こった11件の殺人事件を「ホワイトチャペル殺人事件」と総称した。この内、1888年8月から11月にかけて比較的近い範囲で起きた5件の殺人事件（メアリー・アン・ニコルズ、アニー・チャップマン、エリザベス・ストライド、キャサリン・エドウッズ、メアリー・ジェーン・ケリー）は、その手口の類似性から同一犯によるものとみなされ、当時より、その犯人は切り裂きジャック（ジャック・ザ・リッパー）と呼ばれた。
これら5件を「カノニカル・ファイブ（canonical five）」と呼称し、区別する一方で他の6件の殺人事件（エマ・エリザベス・スミス、マーサ・タブラム、ローズ・マイレット、アリス・マッケンジー、フランシス・コールズ、ピンチン・ストリートの胴体）も、程度の差はあるが、切り裂きジャックとの関連性が指摘されている。
殺しの素早さや、腹を切開して内臓を取り除くといった一部の死体に行われた行為などから、犯人は医者や肉屋の技術を持つ者ではないかと推測された。
しかし、これらには強い反対意見もあり、プロの犯行にしては切断が雑すぎるといわれている。
地元の肉屋や屠殺業者のアリバイも捜査されたが、結果として彼らは容疑者から外された。
2,000人以上が事情聴取を受け、「300人以上」が捜査され、80人が拘留されたという。
この警察による捜査の過程では、何人かの有力な容疑者が捜査線上に浮かんだが、正式に起訴された者はいない。
犯罪捜査局（CID）の捜査主任であったメルヴィル・マクノートン卿はドルイット、コスミンスキー、オスログの3人を警察が有力容疑者とみていたメモを残している。

### モンタギュー・ジョン・ドルイット
モンタギュー・ジョン・ドルイット（Montague John Druitt、1857年8月15日-1888年12月初旬）はドーセット州出身の弁護士。また、副業としてロンドンのブラックヒースで学校の副校長を務めていたが1888年に解雇され、直後に入水自殺した。彼の腐乱死体は1888年12月31日にチズウィック近くのテムズ川に浮いているところを発見された。現代では解雇理由は同性愛者だと発覚したためであり、それが自殺の原因だと指摘する意見がある。また、彼の母や祖母には精神疾患があり、遺伝性の精神疾患が解雇の原因になったのではないかと指摘する説もある。
1888年11月9日に起こった最後のカノニカル・ファイブ（ケリー殺し）の直後に彼が死亡していたため、捜査主任のマクノートンは1894年2月23日付のメモで彼を容疑者として挙げていた。ただし、彼は31歳の法廷弁護士であるドルイットを41歳の医師と誤って記録していた。
最初のカノニカル・ファイブ（ニコルズ殺し）があった翌9月1日、ドルイットはドーセットでクリケットをしていたことがわかっている。また、現在、ほとんどの専門家は犯人はホワイトチャペルの地元と人間と推定しているが、ドルイットの住所は、そこから何マイルも離れたテムズ川の対岸ケント州であった 。
フレデリック・アバーライン警部は、ドルイットを重要容疑者のリストから外したが、これは彼を疑う唯一の根拠が、偶然、最後のカノニカル・ファイブの直後に自殺したということだけだったからと思われる。

### ジョージ・チャップマン（セヴェルィン・クウォソフスキ）
ジョージ・チャップマン（George Chapman、1865年12月14日 - 1903年4月7日）、本名セヴェルィン・アントノヴィチ・クウォソフスキ（Seweryn Antonowicz Kłosowski）はポーランド出身の殺人者。一時期名乗っていたチャップマンの方の名で知られているが、被害者アニー・チャップマンとは無関係。ホワイトチャペル殺人事件が始まる少し前にイギリスに移住し、1893年から1894年にかけてチャップマンと名乗っていた。後に3人の妻を次々と毒殺したことが判明し、「ザ・バーロー・ポイズナー（the borough poisoner、市区の毒殺魔）」とあだ名され、1903年に絞首刑となった。
切り裂きジャック事件当時は、ホワイトチャペルに住んでおり、ルートヴィヒ・シュロスキーという名で床屋を営んでいた。
1930年に毒殺事件に関する書籍を刊行したH.L.アダムによれば、チャップマンはアバーライン警部の有力容疑者であり、ポール・モール・ガゼット紙は、チャップマンの有罪判決後からアバーラインが彼を疑っていたと報じている 。
しかし、チャップマンの殺しの手口は毒殺であり、連続殺人犯が犯行方法を大きく変えることは稀であり（事例がないわけではない）、犯人の可能性は低いとする意見もある。

### アーロン・コスミンスキー
アーロン・コスミンスキー（Aaron Kosminski、出生：Aron Mordke Kozminski、1865年9月11日 - 1919年3月24日）は、1891年にコルニーハッチ精神病院に入院していたポーランド系ユダヤ人 。当時の警察記録では、容疑者候補を挙げている1894年のマクノートンのメモの中に単に「コスミンスキー」として名が登場しており、またポーランド系ユダヤ人が犯人だと記していたロバート・アンダーソン警視補の回顧録の余白に、元首席監察官ドナルド・スワンソンが書いたコメントにもその名が登場する 。この回顧録でアンダーソンは当時ポーランド系ユダヤ人が犯人だと特定されていたが、目撃者もユダヤ人で証言を拒否したために起訴に至らなかったと書いている 。
この信憑性を疑っている者もいるが、逆にこれを自説に利用する著述家もいる 。
また、このアンダーソンの記述は、マクノートンのメモでは誰も切り裂き魔とは断定されなかったと書いていることと真っ向から矛盾している。
1987年に著述家のマーティン・フィドは、コスミンスキーという名の入院患者がいないか精神病院の記録を調べたところ、該当する唯一の人物アーロン・コスミンスキーを発見した。また、彼はホワイトチャペルに住んでいたこともわかった。
しかし、精神病院での彼はほとんど他者には無害な存在であった。彼の狂気は、幻聴、他人から食事を与えられることへの偏執的な恐怖、洗濯や入浴の拒否、そして「自虐」であった。
元FBIプロファイラーのジョン・ダグラスは、著書『The Cases That Haunt Us』の中で、コスミンスキーのような偏執狂的な人物は、自分が犯人であれば収監中に公然と殺人を自慢した可能性が高いと述べており、実際のところ、彼がそうした行動をとった記録は残っていない。
2014年には、DNA分析によってコスミンスキーと被害者エドウッズのものとされるショールとの関連性がわずかに示されたが、遺伝子指紋法の発明者であるアレック・ジェフリーズ教授をはじめとする専門家たちは、この結果を信頼性に乏しいとして認めなかった。
2019年3月にも『Journal of Forensic Sciences』誌が、コスミンスキーとエドウッズのDNAがショールから見つかったとする研究を発表したが 、他の科学者からは疑われている。2025年になり、再び被害者及びコスミンスキーのDNAが見つかったと報じられ、子孫が英政府に法律問題を助言する法務長官に審問の再開を要請した。

### マイケル・オストログ
マイケル・オストログ（Michael Ostrog、1833年頃 - 没年不詳）は、ロシア生まれの詐欺師、泥棒。
多くの偽名や肩書を用いていた。
真偽不明な話の中には、ロシア海軍の軍医だった経歴を持つというものもある。1889年に事件捜査に加わったマクノートンは彼を容疑者として挙げているが、これはカノニカル・ファイブの事件の翌年である。捜査官たちは彼が詐欺や窃盗以上の重大犯罪に関わっていた証拠を見つけることはできなかった。
著述家のフィリップ・スグデンは、事件の期間中にオストログが微罪で投獄されていたことを示す刑務所の記録を発見している。
オストログの消息が最後に確認されたのは1904年であり、以降の行方は不明である。

### ジョン・パイザー
ジョン・パイザー（John Pizer [or Piser]、1850年頃 - 1897年）は、ホワイトチャペルで靴屋を営んでいたポーランド系ユダヤ人。ホワイトチャペル殺人事件の初期において、地元民の多くは「レザー・エプロン（Leather Apron、革エプロン）」の仕業だと噂しており、メディアにも取り上げられるが、これはパイザーの渾名であった。彼には刺殺事件の前科があり、またウィリアム・シック巡査部長は彼が売春婦への軽い暴行事件を繰り返していたと疑っていた。
1888年8月下旬のニコルズ殺し、9月上旬のチャップマン殺しを受けて、担当刑事が「証拠不十分」と報告していたにもかかわらず、9月10日、シックはパイザーを逮捕した。
しかし、彼には2件ともアリバイがあることが判明し、疑いが晴れた。1件目は親戚の家に泊まっていたこと、2件目はロンドン・ドックの火災で野次馬見物していたところを警官と会話した記録であった。
パイザーとシックは長年の面識があり、パイザーは自分の逮捕は証拠に基づくものではなく、シックの偏見によるものだと主張していた。
彼は自分を犯人だと報道した新聞社に対して、少なくとも1社からは賠償金を得ている。
また、シック自身はトッテナムのH.T.ハスルウッドから、1889年9月10日付の内務省宛の手紙で、切り裂き事件の犯人だと告発されていた。ただし、これは悪意に基づく告発と判断され、根拠不十分として破棄された。

### ジェームズ・トマス・サドラー
ジェームズ・トマス・サドラー（James Thomas Sadler [or Saddler]、1837年頃 - 1906年または1910年）は、機関車の機関員。1891年2月13日に起こったホワイトチャペル殺人事件の最後の犠牲者であるコールズの友人。コールズの遺体はホワイトチャペルのスワロー・ガーデンズの鉄道橋の下で発見され、首元に2つの深い切り傷があった。発見時はまだ息があったが、正規の治療を受ける前に死亡した。
サドラーは彼女の死の数時間前に共に酒を飲んでおり、また口論しているところを目撃されていた。このため、容疑者としてサドラーは逮捕されたが、証拠が不十分であった。また、カノニカル・ファイブの内、最初の4件が発生した時期は、彼は海上にいたことが判明したため、起訴されずに釈放された。
マクノートンの1894年のメモには、コールズ殺しの関係者として名前が挙がっている。メモではサドラーについて「気性の荒い男で、完全に酒に溺れ、底辺の売春婦と付き合っていた」と書かれていた。

### フランシス・タンブルティ
フランシス・タンブルティ（Francis Tumblety、1833年頃 - 1903年）はアメリカとカナダにおいて「インディアン・ハーブ」で多少の稼ぎがあった医者。一般にはミソジニストでヤブ医者と見なされていた。彼はある患者の死に関連しているが、起訴は免れている。1865年にはエイブラハム・リンカーン暗殺事件に加担したとして逮捕されているが、これも証拠不十分によって釈放されている。
タンブルティは、1888年にイギリスに滞在していたが、11月7日に逮捕された。これは当時違法であった同性愛行為に関与していたためとされる。
この頃、彼は「あらゆる社会階級の女性」の「マトリクス（子宮）」を集めて見せていたと、何人かの友人が報告している。
この裁判を受けず、まずフランス、そしてアメリカへと逃亡した。
その自己顕示欲と前科で悪名が轟いていたアメリカでは、彼の逮捕のニュースは、切り裂きジャック事件の関連だと報じられていた。
またアメリカの報道ではスコットランドヤードがアメリカに彼の身柄を引き渡そうとしていたというが、イギリスのマスコミやロンドンの警察ではそうした情報は確認できず、ニューヨーク市警は「ホワイトチャペル殺人事件に彼が関与していた証拠はなく、ロンドンで保釈された罪状は身柄引き渡しの対象にはならない」と発表していた。
1913年に警視庁のジョン・リトルチャイルド主任警部が、ジャーナリストで作家のジョージ・R・シムズに宛てた手紙の中で、容疑者としてタンブルティに言及している。

## 当時の報道や世論によるもの
ホワイトチャペル殺人事件は、メディアで大きく取り上げられ、ヴィクトリア朝時代の世論の注目を集めた。ジャーナリストや素人探偵たち、報道機関や警察当局に告発状や密告状を送る者たちが様々な真犯人の名を挙げた。しかし、そのほとんどは真剣に受け止められるようなものではなかった。
例えば、当時の有名な俳優リチャード・マンスフィールドは、ロバート・ルイス・スティーヴンソンの『ジキル博士とハイド氏』を原作とする演劇で主演を演じていたが、ロンドンの路上で起きた恐ろしい殺人事件を題材にし、彼が説得力のある演技をしていたことから、彼を真犯人だと告発する手紙が多く寄せられていた。

### ウィリアム・ヘンリー・バリー
ウィリアム・ヘンリー・バリー（William Henry Bury、1859年5月25日 - 1889年4月24日）は、妻殺しで有罪判決を受け死刑にされた殺人者。1889年2月4日、イーストエンドからダンディーに引っ越してきたばかりのバリーは元売春婦の妻エレン・エリオットの首を絞め殺した。その後、死体の腹部に大きな傷をつけ、遺体をトランクに詰めた。2月10日、バリーは地元警察に出向くと妻が自殺したと話すが、逮捕され、裁判を経て4月24日にダンディーにて絞首刑に処された。警察の捜査では切り裂きジャック事件との関連性も調べられたが、取り調べでは妻殺しは全面的に認めたものの、最後まで切り裂きジャック事件との関連は否定した。こうした経緯にもかかわらず、死刑執行人のジェームズ・ベリーは、バリーがジャックであったという話を広めた。

### トマス・ニール・クリーム
トマス・ニール・クリーム（Thomas Neill Cream、1850年5月27日 - 1892年11月15日）は、無認可中絶の専門医。グラスゴー生まれでロンドンとカナダで医学を学び、カナダで開業したのち、イリノイ州シカゴに移転した。1881年、愛人の夫を毒殺した罪で有罪となった。
1891年7月31日に模範囚として釈放されるまでイリノイ州ジョリエットのイリノイ州刑務所に収監されていた。そしてロンドンに移住すると殺人を再開したが、すぐに逮捕され、1892年11月15日にニューゲート刑務所で絞首刑となった。一部の資料によれば、彼の最期の言葉は「俺はジャック・ザ……（I am Jack the...）」であったと言い、これは「俺はジャック・ザ・リッパーだ！」と言いかけたものだと解釈されている。
ただ、死刑執行に立ち会った警察関係者の中で、この最期の言葉に言及している者はまったくいなかった。
さらにホワイトチャペル殺人事件が起こっていた期間中、彼はまだイリノイ刑務所に収監中の身であり、彼が犯人である可能性はほとんどない。しかし、ドナルド・ベルは彼が役人に賄賂を渡して正式な釈放前に既に出所していたという説を唱え、またエドワード・マーシャル・ホールは、彼が自分によく似た人物を身代わりとして服役させていたという説を唱えている。
このような説はありえず、イリノイ州当局、当時の新聞、クリームの弁護士、クリームの家族、クリーム自身が示した証拠とも異なる。

### トーマス・ヘイン・カットブッシュ
トーマス・ヘイン・カットブッシュ（Thomas Hayne Cutbush、1865年 - 1903年）は、1891年に梅毒に起因する妄想性障害で2人の女性をナイフで襲った医学生。裁判所から精神異常を宣告されてブロードムーア病院への入院措置が取られ、そのまま1903年に亡くなった。
1894年、『サン』紙は一連の記事の中で、カットブッシュが切り裂きジャックだと示唆した。ただ、警察がこの主張を真剣に受け止めた痕跡はなく、そもそもマクノートンがドルイット、コスミンスキー、オスログを名指ししたメモを書いたのはカットブッシュが犯人の可能性を否定するためのものであった。
1993年に出版されたA.P.ウルフの著書『Jack the Myth』はカットブッシュを有力容疑者とし、マクノートンのメモは、カットブッシュの叔父である同僚の警察官を守るために書かれたものであったと示唆している。
近年ではピーター・ホジソンもカットブッシュを有力候補に挙げている。
デヴィッド・ブロックもカットブッシュが切り裂きジャックだと強く信じている。

### フレデリック・ベイリー・ディーミング
フレデリック・ベイリー・ディーミング（Frederick Bailey Deeming、1853年7月30日 - 1892年5月23日）は妻殺しの連続殺人犯。1891年にランカシャー州セントヘレンズ近郊のレインヒルで、最初の妻と4人の子供を殺害したが、これは発覚しなかった。その年のうちに再婚して新しい妻と共にオーストラリアに移住したが、彼女も殺した。この遺体は家の下に埋められているのが見つかり、その後の捜査でイギリス国内での殺人も発覚した。逮捕のち裁判にかけられ有罪判決が下り、1892年にメルボルンで絞首刑に処された。
収監中のディーミングは、自分が切り裂きジャックだと名乗る本を書き、また刑務所内でも自慢していた。しかし、切り裂きジャック事件の期間は、投獄または南アフリカにおり、警察はディーミングが犯人であることを否定した。
スコットランドヤードの元刑事ロバート・ナッパーによれば、イギリスの警察は2つのアリバイがあったために彼を容疑者と見なさなかったが、ナッパーは彼が当時刑務所にいなかったと考えており、当時イギリスにいた証拠もあるという。

### カール・フェイゲンバウム
カール・フェルディナンド・フェイゲンバウム（Carl Ferdinand Feigenbaum、1840年 - 1896年4月27日）、通称：アントン・ザーン（Anton Zahn）は、1894年にニューヨークでジュリアナ・ホフマン夫人の喉を切った容疑で逮捕されたドイツ人商船員。死刑執行後、彼の弁護人であったウィリアム・サンフォード・ロートンは、フェイゲンバウムが女性を憎み、殺したり切り刻みたい願望を抱えていることを認めていたと述べた。さらにロートンは、フェイゲンバウムが切り裂きジャックだと信じていると述べた。
フェイゲンバウム犯人説は当時のメディアでも取り上げられてはいたが、その後1世紀以上にわたって忘れられていた。イギリスの元殺人捜査班の刑事で、著述家のトレバー・マリオットは、ロートンの告発を基に1891年から1894年にかけてアメリカやドイツで起きた、切り裂き魔によるもの含む複数の殺人事件においてファイゲンバウムの仕業であると論じた。
ウルフ・バンダーリンデンによれば、マリオットが挙げた殺人事件の中には実際には起こっていないものもあり、新聞が売り上げを伸ばすために、切り裂き魔の仕業のように話を盛ったり、作ったりすることが多かったという。また、ロートンの告発は彼の法律事務所のパートナーであるヒュー・O・ペンテコステによって反論されており、ファイゲンバウムが殺人事件の時にホワイトチャペルにいたという証拠はない 。
2011年に切り裂きジャック事件を調査したスコットランドの法人類学者・犯罪学者であるザンセ・マレットは、「切り裂きジャック殺人事件のすべてが同一人物の犯行かはかなり疑問がある」と書いている。そのうえで「ホワイトチャペルでの殺人事件の1件か複数件、あるいはすべてにフェイゲンバウムが関わっていた可能性がある」としている。

### ロバート・ドンストン・スティーブンソン
ロバート・ドンストン・スティーブンソン（Robert Donston Stephenson、1841年4月20日 - 1916年10月9日）、別名：ロスリン・ドンストン（Roslyn D'Onston）は、オカルトや黒魔術に興味を持つジャーナリスト兼作家。一連の殺人事件が始まる直前にホワイトチャペルのロンドン病院に入院し、事件が収まった直後に退院している。彼は記者として、黒魔術が殺人の動機であり、また切り裂き魔はフランス人だとする新聞記事を書いていた。
スティーブンソンの奇妙な態度と事件への関心を怪しんだ私立探偵が、1888年のクリスマスイブにスコットランドヤードに彼を通報した。
その2日後、ステファンソンはロンドン病院のモーガン・デイヴィス医師を通報した。
その後、新聞編集者のウィリアム・トーマス・ステッドもスティーブンソンに疑いをかけた。
著述家で歴史家のメルビン・ハリスは、この事件に関する著書の中で、スティーブンソンを有力容疑者に挙げていたが、警察はスティーブンソンもデイヴィス医師も有力容疑者とは見なさなかったようである 。
ロンドン病院の夜勤者名簿と業務内容から、スティーブンソンが殺人のあった夜に病院に戻ることはできず、したがって切り裂きジャックではなかったと考えられる。

## イギリス王室陰謀論
イギリス王室陰謀論は、フリーメイソン/王室陰謀論などとも呼ばれ、後世に登場した信頼性の低い説である。しかし、そのセンセーショナルな内容からフィクションで人気がある。元は1960年代に登場したヴィクトリア女王の孫でエドワード7世の長男であったアルバート・ヴィクター王子が犯人とするものであったが、これをさらに発展させる形でStephen Knightによる1976年の著書『切り裂きジャック：最終結論』に代表される陰謀論者たちがイギリス王室や政府機関が関与したという説を唱えた。
それらによれば、ヴィクターが直接の犯人ではなく、彼が密かにカトリック教徒の店員と結婚して娘をもうけたことを受け、ヴィクトリア女王、首相ソールズベリー卿、フリーメーソンの友人たち、さらにロンドン警視庁が結託して、ヴィクターの子供の存在を知っている者たちを暗殺していったというものである。
この説は多くの事実が矛盾しており、ウォルター・シッカートの隠し子を名乗った発案者であるジョセフ・ゴーマン（ジョセフ・シッカート）は後に、報道機関にデマであることを認め、自説を撤回している。
この説のバリエーションとして、下記のように医師のウィリアム・ガル、画家のウォルター・シッカート、詩人のジェームズ・ケネス・スティーブンなどが、それぞれ関与あるいは真犯人としているものがあり、『名探偵ホームズ・黒馬車の影』や『フロム・ヘル』といった小説や映画などのフィクションでも扱われている。

### アルバート・ヴィクター王子（クラレンス・アヴォンデイル公爵）
クラレンス及びアヴォンデイル公アルバート・ヴィクター王子（Prince Albert Victor, Duke of Clarence and Avondale、1864年1月8日 - 1892年1月14日）は、ヴィクトリア女王の孫でエドワード7世の長男（死亡時王位継承順位第2位）。彼が切り裂きジャックの可能性として活字に初めて登場したのは、1962年に出版されたフィリップ・ジュリアンによるエドワード7世の伝記であり、ジュリアンはヴィクターが殺人に関与しているとされる噂に言及していた。この噂の日付や出所の詳細は書かれていなかったが、トーマス・E・A・ストーウェル博士から間接的にもたらされた可能性があるとされている。1960年、ストーウェルはこの噂を作家のコリン・ウィルソンに話し、ウィルソンは伝記作家のハロルド・ニコルソンに話した。ニコルソンは、ジュリアンの伝記において「これまでに公表されていない逸話」の情報源で、それなりに信頼性が高いとされた人物であり、彼がジュリアンにストーウェルの説を教えたと思われる。
この説が世間で大きく注目されたのは、1970年に『The Criminologist』誌に掲載されたストーウェルの論文であり、彼はヴィクターが梅毒で乱心し、後に殺人を犯したのではないか、と推測した。ただし、ヴィクターには強力なアリバイがあり、また彼が梅毒を患っていた可能性も低く、この説は広く否定された。
ストーウェルは自説を撤回したが、既に高齢であったため論文発表の数日後に自然死し、彼の説の妥当性の検証は妨げられた。同じ週にストーウェルの息子が父の書類は焼却したと明かし、「重要なものは何もないことを十分に読んで確認した」と述べた。

### ウィリアム・ウィジー・ガル
ウィリアム・ウィジー・ガル卿（Sir William Withey Gull、1816年12月31日 - 1890年1月29日）は、ヴィクトリア女王の侍医。スティーブン・ナイトの『切り裂きジャック最終結論』などの本において、まず信じられていない「フリーメイソン/王室陰謀論」などを発展させる中で、彼が切り裂きジャックとする説が登場した。また、共犯者として御者のジョン・ネットリーも挙げられる。
この説は、そのセンセーショナルな内容も伴ってフィクション作家の間で人気があり、テレビ映画『切り裂きジャック』（1988年）、アラン・ムーアとエディ・キャンベルのグラフィック・ノベル『フロム・ヘル』（1999年）、イアン・ホルムがガルを演じた2001年の映画作品など、多くの書籍や映像作品で、ガルが切り裂きジャックとして登場している。
ただ、証拠はまったくないため、歴史家が真剣に取り上げたことはなく、加えて当時ガルは70代の老人であり、脳卒中を起こしたばかりであった。

### ウォルター・シッカート
ウォルター・リチャード・シッカート（Walter Richard Sickert、1860年5月31日 - 1942年1月22日）は、イギリスとデンマークの血を引くドイツ生まれの画家。ドナルド・マコーミックの著書『切り裂きジャックの正体』（1959年）で初めて切り裂きジャックの容疑者として言及された 。
シッカートは、切り裂きジャックが住んでいたとされる部屋に泊まるなど、切り裂きジャック事件に惹きつけられ、これをモチーフとした絵画を残した。また、後にシッカートの隠し子を名乗るジョセフ・ゴーマンによる、王室陰謀論の登場人物ともなった。
この説は後に著述家のジーン・オーバートン・フラーが発展させ、また、推理作家パトリシア・コーンウェルも『Portrait of a Killer』（2002年）、『Lipper: The Secret Life of Walter Sickert』（2017年）で挙げている。
しかし、シッカート犯人説は研究者のほとんどから軽視されており、実際、事件のほとんどの期間において、シッカートはフランスにいたことを示す強力な証拠がある 。
シッカートが犯人だとするコーンウェルの主張は、スコットランドヤードに送られてきた手紙のDNA分析に基づいていたが、「専門家は手紙が偽物とみなしている」「別のDNA分析の鑑定結果では性別が女性だった」という意見が出ている。

### ジェームズ・ケネス・スティーヴン
ジェームズ・ケネス・スティーヴン（James Kenneth Stephen、1859年2月25日 - 1892年2月3日）はイギリスの詩人で、アルバート・ヴィクターの家庭教師。スティーヴン犯人説の初出は1972年に出版されたマイケル・ハリソンによるものである。ハリソンはヴィクターの伝記の中でヴィクター犯人説を否定し、代わりに、スティーヴン犯人説を提唱した。ハリソンの根拠は、スティーヴンが女性蔑視的な文章を書いていたことや、犯人本人が書いたとされる「地獄より」の手紙の筆跡と似ていたというものであった。加えて同性愛者のスティーヴンがヴィクターに性的感情を抱いていた可能性があり、彼の女性嫌いはヴィクターが異性愛者で、自分の気持ちに応えてくれなかった嫉妬心から生じたものだと推測した。
しかし、ハリソンの分析はプロの文書鑑定家に反論された。
また、スティーヴンがヴィクターの死の知らせを受けた直後に餓死したからといって、彼を好いていたという証拠にはならない。
フランク・スピアリングは、著書『Prince Jack』（1978年）でこの説をさらに発展させ、ヴィクターが犯人、スティーブンをその恋人として描いた。ただし、この本は、正当な歴史研究書ではなく、既にあった説を脚色したセンセーショナルな小説と見なされ、まともに受け入れられていない。
スピアリングは、別に犯人説があるウィリアム・ガルの私的なメモのコピーをニューヨーク医学アカデミーの図書館で発見したと主張し、ここに催眠状態にあったヴィクターの自白があったとした。さらにヴィクターの死因は首相ソールズベリーと、実父エドワード7世の命令で投与されたモルヒネの過剰摂取だと示唆した。
ニューヨーク医学アカデミーは、スピアリングが主張した文章の存在を否定しており、また、スピアリングに王立公文書館へのアクセス権が与えられた際には、彼は「私はファイルを見たくない」と反論している。

## 後から推測されたもの
事件から数年を経て提起された容疑者には当時の記録によって事件に少しでも関連している者や、警察の捜査ではまったく考慮もされなかった多くの著名人が含まれている。当時の人間は皆亡くなってしまっているため、現代の著述家たちは「歴史的な裏付けがなくても」誰でも自由に彼が切り裂きジャックであったと告発することができる。
この中には、先述のイギリス王室陰謀論ほか、イギリスの小説家ジョージ・ギッシング、イギリスの首相ウィリアム・グラッドストン、梅毒の画家フランク・マイルズなどが含まれているが、こうした提起のほとんどをまともに受け取ることはできない。

### ジョセフ・バーネット
ジョセフ・バーネット（Joseph Barnett、1858年頃-1927年）は元魚屋で、1887年4月8日から1888年10月30日まで被害者メアリー・ケリーと付き合っていたという彼女の恋人。バーネットの失業後に、彼女が生活のために売春に戻ったことから喧嘩して別れたという。ケリー殺しの後に、アバーライン警部は彼を4時間にわたって事情聴取し、服に血痕がついていないか調べたが、結局、彼は起訴されずに釈放された。
事件から1世紀後に、著述家のブルース・ペイリーは、ケリーから軽蔑された、または彼女に嫉妬した恋人の容疑者としてバーネットを挙げ、売春を辞めさせるために彼女を街から追い出そうとして他の殺人も犯したと主張している。
関連する説として、ケリー殺しのみ彼の仕業であり、切り裂きジャックの犯行に見せかけるために遺体を切り裂き、アバーラインの捜査の手から逃れたというものがある。
また、ケリー殺しについて他にも大家のジョン・マッカーシーや、別の元恋人のジョセフ・フレミングなども挙げられている。

### ルイス・キャロル
ルイス・キャロル（Lewis Carroll、1832年1月27日 - 1898年1月14日）、本名：チャールズ・ラトウィッジ・ドジソン（Charles Lutwidge Dodgson）は、『不思議の国のアリス』や『鏡の国のアリス』で知られる小説家。
彼を容疑者候補に挙げたのは著述家のリチャード・ウォレスであり、自著『Jack the Ripper, Light-Hearted Friend』において、キャロルの著書に彼が犯人であることを示すアナグラムが仕込まれていたと主張した。ウォレスは、キャロルが12歳の時に男に暴行されて精神を病み、癇癪を起すようになったという。さらに、ウォレスによれば、キャロルは毎日紫のインクで日記を書いていたが、ホワイトチャペル殺人事件の日に限っては黒だったという。
しかし、この説は学者からはまともに相手にされていない。

### デヴィッド・コーエン
デヴィッド・コーエン（David Cohen、1865年 - 1889年10月20日）はポーランド系ユダヤ人で、コルニーハッチ精神病院の入院患者。事件当時23歳。病院に収容されたのが1888年12月7日であり、これが殺人事件の終わりと重なっていたために疑われている。コーエンは未婚の仕立て屋で、反社会的かつ貧困者であり、イーストエンドの住人だった。著述家でリッパー学の研究者でもあるマーティン・ファイドは、著書『The Crimes, Detection and Death of Jack the Ripper』（1987年）の中で、コーエンを容疑者として挙げている。
ファイドは、今日のアメリカにおいて「ジョン・ドゥ（John Doe）」が用いられているように、「デヴィッド・コーエン」という名前は身元不明者や警察が名前を綴るのに難しいユダヤ人移民を指すために、当時用いられていた仮名だと主張した。そのうえで彼はコーエンを「レザー・エプロン」（#ジョン・パイザーの項を参照）と同一視し、コーエンの正体はホワイトチャペルの靴職人ネイサン・カミンスキー（Nathan Kaminsky）であり、彼には梅毒の治療歴があり、コーエンが現れた1888年半ば以降に行方不明になっていると続けた。
ファイドは警察がカミンスキーとコスミンスキーの名前を混同したために、間違った男が疑われたと推測していた（#アーロン・コスミンスキーの項を参照）。入院中のコーエンは、暴力的かつ破壊的な傾向を示し、拘束が必要であった。そして1889年10月に入院中のまま亡くなった。
元FBI犯罪プロファイラーのジョン・ダグラスは、著書『The Cases That Haunt Us』において、殺人事件から集められた犯人の行動に関する手掛かりは、すべて「警察にデビッド・コーエンとして知られている・・・　あるいは彼に非常によく似た人物」を指していると主張している。

### ジョージ・ハッチンソン
ジョージ・ハッチンソン（George Hutchinson）は失業者で、1888年11月12日に、ケリー殺しに関してロンドン警察に情報提供を行った人物。ハッチンソンによれば、ケリーが殺された11月9日未明、彼女が自分に金を無心してきたと供述した。その後に彼は、彼女と目立つ男の後を付け、彼女の部屋に行きつき、45分ほど見張っていたが、2人が部屋から出てくるところは見れなかったと述べた。ハッチンソンはその男の特徴も非常に鮮明に供述しており、その夜は暗かったにもかかわらず「ユダヤ人のような外見」だったと主張した。
この供述の信頼性は警察幹部たちの間でも議論があった。アバーライン警部は、ハッチンソンに聞き取りを行い、彼の目撃証言は事実だと考えていた。
しかし、CIDの責任者であるロバート・アンダーソンは「犯人をよく見ていた唯一の目撃者はユダヤ人だった」という記録を残しており、ハッチンソンはユダヤ人ではないため、この目撃者ではない。
ハッチンソンが供述した日は、ケリーの死因審問が行われた日であったが、彼は証人には呼ばれなかった。
現代においては、ハッチンソンこそが切り裂きジャック本人であり、嘘の証言をして警察の捜査を攪乱させようとしたのではないかという学説もあるが、一方で単に注目を浴びて、あるいはマスコミに売り込みたいがために、話を作ったのではないかという意見もある。

### ジェームズ・ケリー
ジェームズ・ケリー（James Kelly、1860年4月20日 - 1929年9月17日）は、妻殺しの殺人者で精神障害者。1883年に妻の首を刺して殺害し、精神障害と判断されブロードムーア精神病院に収容されたが、1888年初頭に自分で作った鍵を使って脱走した。1888年11月のカノニカル・ファイブの最後の事件の後、警察は妻殺害時に住んでいた場所でケリーを捜索したが発見に至らなかった。逃亡から約40年後の1927年に、突然ブロードムーア精神病院に現れ、職員に自首した。その2年後に自然死と思われる死を迎えた。
ケリー犯人説は1987年に刊行されたテレンス・シャーキーの『Jack the Ripper. 100 Years of Investigation』（Ward Lock）で始めて登場し、1997年にはジム・タリーの『Prisoner 1167: The madman who was Jack the Ripper』にも登場している。
ディスカバリーチャンネルの番組『Jack the Ripper in America』において、引退した元ニューヨーク市警の未解決事件捜査官エド・ノリスが切り裂きジャック事件を検証した。番組の中でノリスは、ケリーが切り裂きジャックであり、さらにアメリカ国内で起きた複数の殺人事件の犯人でもあると主張した。ハリーは自説を裏付けるために、ケリーの物語のいくつかの特徴を強調している。ケリーが脱走し、最終的に戻ってくるブロードムーア精神病院のファイルは、1927年以来、ノリスが特別なアクセス許可を得るまで一度も参照されたことがなく、その内容は切り裂きジャックの完璧なプロフィールと一致していたと、ノリスは主張している。

### チャールズ・アレン・レクミア
チャールズ・アレン・レクミア（Charles Allen Lechmere、1849年10月5日 - 1920年12月23日）、別名：チャールズ・クロス（Charles Cross）は、ピックフォード社の肉用カートの運転手。また、カノニカル・ファイブの最初の犠牲者であるニコルズの遺体の第一発見者。当時、レクミアは事件と無関係の目撃者と見なされていたが、2014年のドキュメンタリー番組『Jack the Ripper: The New Evidence』においてスウェーデンのジャーナリスト、クリスター・ホルムグレンとアベリストウィス大学の犯罪学者ガレス・ノリスが、元刑事のアンディ・グリフィスの協力を得て、レクミア犯人説を提唱した。
ホルムグレンによれば、レクミアは警察の聴取に対して「ニコルズの遺体と一緒にいたのは数分」と述べていたが、彼の自宅から職場までの経路を検証した結果、約9分間は一緒にいたはずであり、これは嘘の証言だと結論付けた。
レクミアが第二発見者のロバート・ポールに声を掛け、遺体を見せた時には血痕が見られなかったが、すぐ後に警官が遺体を確認した時には、その首回りに血溜まりができていたため、レクミアとポールが遺体を発見した時はまだ殺されて間もなかったと推測される。
レクミアはまた、（まだ死んでいるか不明な）彼女の身体を支えようとしたポールの提案を拒否している。もし、提案に乗っていればすぐに喉が切られていたことが判明しただろう。さらに2人とも、側面から出入りができないバックズ・ロウで、他の者を目撃も物音も聞かなかったと証言した。加えて切り裂きジャックの犯行では傷口を露わにする特徴があるのに対し、ニコルズの場合は服の下に隠れたままになっていた。
以上から、ニコルズを殺してその身体を損壊しようとしていたレクミアは、ポールの足音を聞いて慌てて偽装工作を行い、遺体の発見者になろうとしたのではないか、と推測されている。
またレクミアは、ポールが報道機関に言及されるまで名乗り出ず、検死審問では継父の名字に基づく「チャールズ・クロス」を名乗って証言を行った。
レクミアは自宅の住所、家族への訪問、通勤経路などから、殺人事件の発生時刻や場所と関連性があり、タブラム、ニコルズ、チャップマンが殺害された3つの通りを、これら事件発生推定時刻とほぼ同時刻に通過している。ストライドとエドウッズが同夜に殺された「ダブル・イベント」の日は、彼が唯一仕事を休んだ土曜日であった。ストライドの殺害現場は、レクミアの母親の家の近くで、ここは彼が育った地域であり、ストライドとエドウッズの殺害現場をつなぐルートは、彼が20年間使ってきた通勤ルートに沿っていた。
ケリー殺しの場所も彼の通勤ルート上であり、殺害推定時刻も一致している。ただし、彼女の殺害された日は休日であり、その日はレクミアも休みであった可能性がある。
レクミアの家庭環境もまた多くの連続殺人犯に共通した「壊れた」ものであり、実の父親を知らず、2人の継父がいた。幼少期は複数の家庭で過ごし、住居を転々とするような不安定な生活を送っていた。また、食肉用カートの運転手という職業は、返り血を浴びたような外見でも疑わずに済んだと思われる。
ホルムグレンはカノニカル・ファイブとマーサ・タブラムの一件以外の殺人も起こしている可能性があると推測している
。

### ジェイコブ・レヴィ
ジェイコブ・レヴィ（Jacob Levy、1856年 - 1891年7月29日）は1856年のアルドゲート生まれの肉屋。同業であった父の仕事を継ぎ、1888年にはミドルセックス・ストリートに妻子と住んでいたが、まさにそここそ、ジャックの犯行範囲の中心地であった（エドウッズの殺害場所にも近い）。レヴィは娼婦から梅毒をもらっていたため動機もあった。また、彼は犠牲者から特定の臓器を摘出するのに必要な技術を持った肉屋であった。
2009年に発売されたビデオゲーム『Sherlock Holmes Versus Jack the Ripper』では、史実的証拠と誇張された証拠により、彼を容疑者に挙げている。

### ジェームズ・メイブリック
ジェームズ・メイブリック（James Maybrick、1838年10月24日 - 1889年5月11日）はリバプールの綿花商人。妻のフローレンスは当時騒がせたヒ素による毒殺事件の犯人として有罪判決を受けたが、この裁判は当時の容疑者ジェームズ・ケネス・スティーブンの父親ジェームズ・フィッツジェームズ・スティーブンが主導したものであり、おそらく不当な裁判だったと考えられている。
シャーリー・ハリソンは、著書『Jack the Ripper: The American Connection』においてメイブリックが切り裂きジャックであり、テキサスの「サーヴァント・ガール・アニヒレーター」（直訳：少女使用人殺戮者）でもあると指摘した。
1990年代にメイブリックが書いたとされる日記が、マイケル・バレットに出版された。ここには自分が切り裂きジャックだという告白があった。しかし、1995年にバレットは自分が作成した捏造であること告白し、偽造方法についても詳細に説明した。また、妻のアン・バレットと共に行ったことも明かした。
アンは離婚後に捏造を否定し、また何度か話が変わっている。歴史家によるいくつかの事実誤りの指摘で日記の信頼性は失われており、文書鑑定の専門家は日記を偽物と断言した。筆跡はメイブリックの遺書と一致せず、またインクには1974年まで販売されていなかった防腐剤が含まれていた。

### マイケル・メイブリック
マイケル・メイブリック（Michael Maybrick、1841年1月31日 - 1913年8月26日）、芸名としてスティーブン・アダムス（Stephen Adams）は、イギリスの作曲家・歌手。スティーブン・アダムスの名前は「The Holy City」の作曲者として知られている。
2015年に出版された『They All Love Jack: Busting the Ripper』では、彼が殺人事件の起きたホワイトチャペル周辺を頻繁に出入りしていたというブルース・ロビンソンの記録や、エリザベス・ストライド殺害の夜にメイブリックに似ていた男を目撃したというマシュー・パッカーの記録を調査している。
メイブリックはその職業柄イギリス国内を頻繁に移動することがあり、彼が興行を行った日付や場所は警察に手紙が送られた時期や場所と一致している。
1888年のクリスマス頃にブラッドフォードにいたことは、ジャックが警察に手紙で予告していた7歳の少年ジョニー・ギル殺害事件とも重なる。

### アレクサンダー・ペダチェンコ
アレクサンダー・ペダチェンコ（Alexander Pedachenko、1857年 - 1908年とされる）は、1923年に出版されたウィリアム・ル・キューの回想録『Things I Know about Kings, Celebrities and Crooks』に登場する人物。ラスプーチンが書いたフランス語の文章を見たというル・キューは、そこに切り裂きジャックの正体はアレクサンダー・ペダチェンコという医師かつオクラナ（帝政ロシアの秘密警察）のエージェントであったロシア人の狂人と書かれていたといい、スコットランドヤードの信用を落とすために事件を起こしたとされる。また、ペダチェンコには2人の共犯者、「レヴィツキー（Levitski）」と「ウィンバーグ（Winberg）」と呼ばれる女仕立て屋がいたという。
しかし、ペダチェンコが実在したという確たる証拠はなく、ル・キューの語った物語の多くの部分もよく調べれば破綻している。
例えば原稿に書かれている情報源の一つはロンドン在住のロシア人記者「ニドロエスト」だが、彼はセンセーショナルな話を捏造することで有名だった。
ル・キューの本の批判者たちは、ニドロエストのことを知っており、彼を平然と「無節操な嘘つき（unscrupulous liar）」と評した。
ドナルド・マコーミックもまたペダチェンコを容疑者候補の一人に挙げているが、自分の創作を加えて物語をより膨らませた可能性がある。

### ジョセフ・シルバー
ジョセフ・シルバー（Joseph Silver、1868年-1918年）は、ジョセフ・リス（Joseph Lis）の名でも知られるポーランド系ユダヤ人。南アフリカの歴史家チャールズ・ヴァン・オンセレンは『The Fox and the Flies: The World of Joseph Silver, Racketeer and Psychopath』（2007年）の中で、彼が切り裂きジャックであると主張した。
ただ、ヴァン・オンセレンの主張する、シルバーが殺人事件のあった時期にロンドンにいたという証拠は何もなく、完全に憶測に基づいていると指摘されている。こうした批判に対し、ヴァン・オンセレンは状況証拠の数からシルバーを切り裂きジャックの候補に入れるべきだと反論している。

### フランシス・トンプソン
フランシス・トンプソン（Francis Thompson、1859年12月18日-1907年11月13日）は、禁欲主義の詩人で医学教育を受けた経験のあるアヘン中毒者。1885年から1888年にかけて、ホワイトチャペルの南に位置するドック地区でホームレスとして暮らしていた。オーストラリア人教師リチャード・パターソンの1999年の著書『パラドックス』において容疑者として挙げられている。

### ウィリー・クラークソン
ウィリアム・ベリー・"ウィリー"・クラークソン（William Berry "Willy" Clarkson、1861-1934年10月12日）は、ヴィクトリア女王から認可を受けた王室御用達（ロイヤルワラント）のウィッグ（カツラ）兼衣装製作者。クラークソンは当時カノニカル・ファイブの犯行現場からそれぞれ約2マイルの距離の場所に住んでいた。クラークソン犯人説は2019年に初めて登場し、その主張の多くは1937年に書かれたハリー・J・グリーンウォールによるクラークソンの伝記に基づいている。
クラークソンは元婚約者をストーカーしていたことで知られており、通説では恐喝や放火も行っていたという。クラークソン犯人説における彼の犯行動機は、恐喝計画の隠蔽であったとされる。この説を裏付ける根拠としては、切り裂きジャックによる殺害現場近くで、クラークソンのカスタムメイドのカツラが見つかったこと、彼が自分の製作物だと認めていたことである。また、クラークソンの伝記には警察が捜査の一環として彼に衣装製作を依頼したことが記されており、ここから警察の捜査内容を知っていて、逮捕を回避できたのではないかと推測されている。また、当時のカツラ職人が使用していた髪切り鋏や、彼が所持していた理容道具（祖父または父が理容師だったといわれる）は、殺人事件に使用されたとされる凶器の形状によく似ている。

### ジョン・ウィリアムズ
ジョン・ウィリアムズ卿（Sir John Williams、1840年11月6日-1926年5月24日）はヴィクトリア女王の娘ベアトリス王女の産科医。彼の子孫であるトニー・ウィリアムズとハンフリー・プライスは著書『アンクル・ジャック』（2005年）の中で彼が真犯人だと告発している。
彼らによれば、被害者たちは個人的にウィリアムズと知り合いであり、ウィリアムズは不妊症の原因研究のために彼女たちを殺害し、身体を解体したという。また、凶器もウィリアムズが所有していた切れ味の悪い手術用ナイフだという。
ジェニファー・ペッグは2つの記事で、この本の論証に多くの欠陥があることを指摘した。例えば、ウィリアムズが犠牲者のニコルスと面識があったことを示すために提示されたノートの記述は印刷用に改変されており、原本のある一文は他のノートの部分の筆跡とは一致していなかった。
また、ウィリアムズの妻リジーに対しても、著述家のジョン・モリスが犯人候補として挙げている。リジーは子供ができず、その動揺から子供を作ることができた者たちを殺し、復讐していたとモリスは主張している。

## その他の説
他に疑われた人物としては、スイス人肉屋のジェイコブ・イセンシュミッド、ドイツ人理容師のチャールズ・ルートヴィヒ（Charles Ludwig）、薬剤師で精神病患者のオズワルド・パックリッジ（Oswald Puckridge、1838年-1900年）、精神病の医学生ジョン・サンダース（John Sanders、1862年-1901年）、スウェーデン人浮浪者のニッカナー・ベネリウス（Nikaner Benelius）、さらには慈善家のトーマス・ジョン・バーナードなどが挙げられ、彼は被害者の一人であるストライドについて、殺される直前に彼女と会っていたと明かしていた。
イセンシュミッドとルートヴィヒは、彼らが拘束されている間に新たな殺人事件が起きたため、釈放された。
バーナード、ベネリウス、パックリッジ、サンダースには証拠がなかった。
ドナルド・マコーミックによれば、他の容疑者には登山家のL・フォーブス・ウィンスローや、宗教狂のG・ウェントワース・ベル・スミス（G. Wentworth Bell Smith）がいたという。
近年では、死体安置所の助手ロバート・マンが容疑者リストに追加された。
犯人として挙げられるも、実在しなかった者たちもいる。「ドクター・スタンレー（Dr Stanley）」、カルト教団の指導者「ニコライ・ワシーリエフ（Nicolai Vasiliev）」、ノルウェー人船員「フォゲルマ（Fogelma）」、ロシア人針子「オルガ・チケルソフ（Olga Tchkersoff）」、そして前述の「アレクサンダー・ペダチェンコ」などが挙げられる。
アーサー・コナン・ドイルは「切り裂きジル（ジル・ザ・リッパー、Jill the Ripper）」と呼ばれる女性犯人説を提示した。この説が支持される理由として、被害者たちから男性よりも信頼されやすいこと、また、犯行内容から犯人は衣服に血が付いたにもかかわらず、目撃者がいなかったことから、衣服に血がついていても疑われない助産婦、あるいはそのように装っていたと考えられたためであった。
犯人として疑われた女性には、有罪判決を受けた殺人者メアリー・ピアシーやコンスタンス・ケント、神智学者のヘレナ・P・ブラヴァツキーなどがいる。
1893年12月19日付のオハイオ・マリオン・デイリー・スター紙は、ニューヨーク州北部で2人の女性と夫を殺害した容疑で逮捕された精神を病んだアイルランド系移民のリジー・ハリデイを犯人候補の名に挙げた。彼女は今までも次々と夫を亡くしていたことを疑われており、ホワイトチャペル殺人事件についても同様に告発され、彼女は「絶えず」事件のことを話していたと報じられた。しかし、彼女はホワイトチャペル殺人事件への関与を否定し、彼女の主張を覆す証拠もなかった。
女流推理作家パトリシア・コーンウェルなど、切り裂きジャックに関する著述家の中には、警察や報道機関に犯人を名乗って手紙を送った者の中に実際に本物がいたとし、切手の糊面に付着している唾液痕や筆跡などを根拠とする。
切手のDNA分析については、「確証は無い」「法医学の観点から信頼性がない」とされている。
切手の鑑定は何度も行われたがために汚染されており、意味のある結果を得ることはできなかった。
そもそも、ほとんどの専門家はこれら手紙を捏造だと考えている。
それにもかかわらず、アメリカの悪名高い連続殺人鬼H・H・ホームズの子孫であるジェフ・マジェットは、これらの筆跡サンプルを用いてホームズを犯人と見なした。H・H・ホームズ説は、2017年7月11日にヒストリーチャンネルで初放送された8部構成の番組『American Ripper』のベースとなっている。
真犯人による自白文書を入手したと主張する著述家のフランク・ピアースは、ジョン・パビット・ソーヤー（John Pavitt Sawyer）という男が、フリーメーソンのオカルトめいたイニシエーションの一環として犯行を行ったと主張している（ソーヤーは住居や職業といった観点で別の容疑者ジョージ・チャップマンと類似点があった）。
複数人犯行説もある。スティーブン・ナイトは、複数の悪人が関与した陰謀だと主張し、他の説でもそれぞれの殺人は同一犯の犯行ではなく、完全に独立したものとされている（この説が正しいとする場合、"連続"殺人鬼としての「切り裂きジャック」は実在しなかったことになる）。
当時の警察は、ジャックがホワイトチャペルの地元住民であると推測していた。
犯行直後に姿を消せたということは、ホワイトチャペルの路地裏や隠れ場所などを熟知していたことを示唆している。
しかし、ホワイトチャペルの住人たちは一時的な定住者たちであり、貧困にあえぎ、しばしば偽名を用いていた。こうした彼らの生活の記録はほとんど存在しない。この事件への関心は現代まで続いており、プロやアマチュア問わず研究者が調査を続けているにもかかわらず、ジャックの正体が明らかになることはもはやないと思われる。